# Henriette Rasmussen
Henriette Ellen Kathrine Vilhemine Rasmussen (født 8. juni 1950 i Qasigiannguit, død 4. marts 2017) var en grønlandsk journalist og politiker fra Inuit Ataqatigiit. Hun var medlem af kommunalrådet i Nuuk Kommune og siddet i Grønlands landsting. Hun var landsstyremedlem for sociale anliggender og arbejdsmarked (1991-1995). Hun arbejdede i en årrække for KNR.